# КАБ-500
КАБ-500 — сімейство радянських і російських корегованих авіаційних бомб калібром 500 кілограмів. Перша із сімейства (КАБ-500Л) була прийнята на озброєння у 1975 році. Одночасно з некерованим варіантом був розроблений варіант бомби КАБ-500Кр, що корегується, наводиться на ціль за допомогою телевізійної ГСН. Надалі з'явилися інші варіанти коректованих КАБ-500 з наведенням за лазерним підсвічуванням цілей, а також КАБ-500С з наведенням за ГЛОНАСС.
Бойова частина бомби може бути бетонобійною для руйнування бетонних перекриттів, фугасною та об'ємнодетонуючою для ураження піхоти та техніки, зокрема в укриттях, ударною хвилею.

## Опис

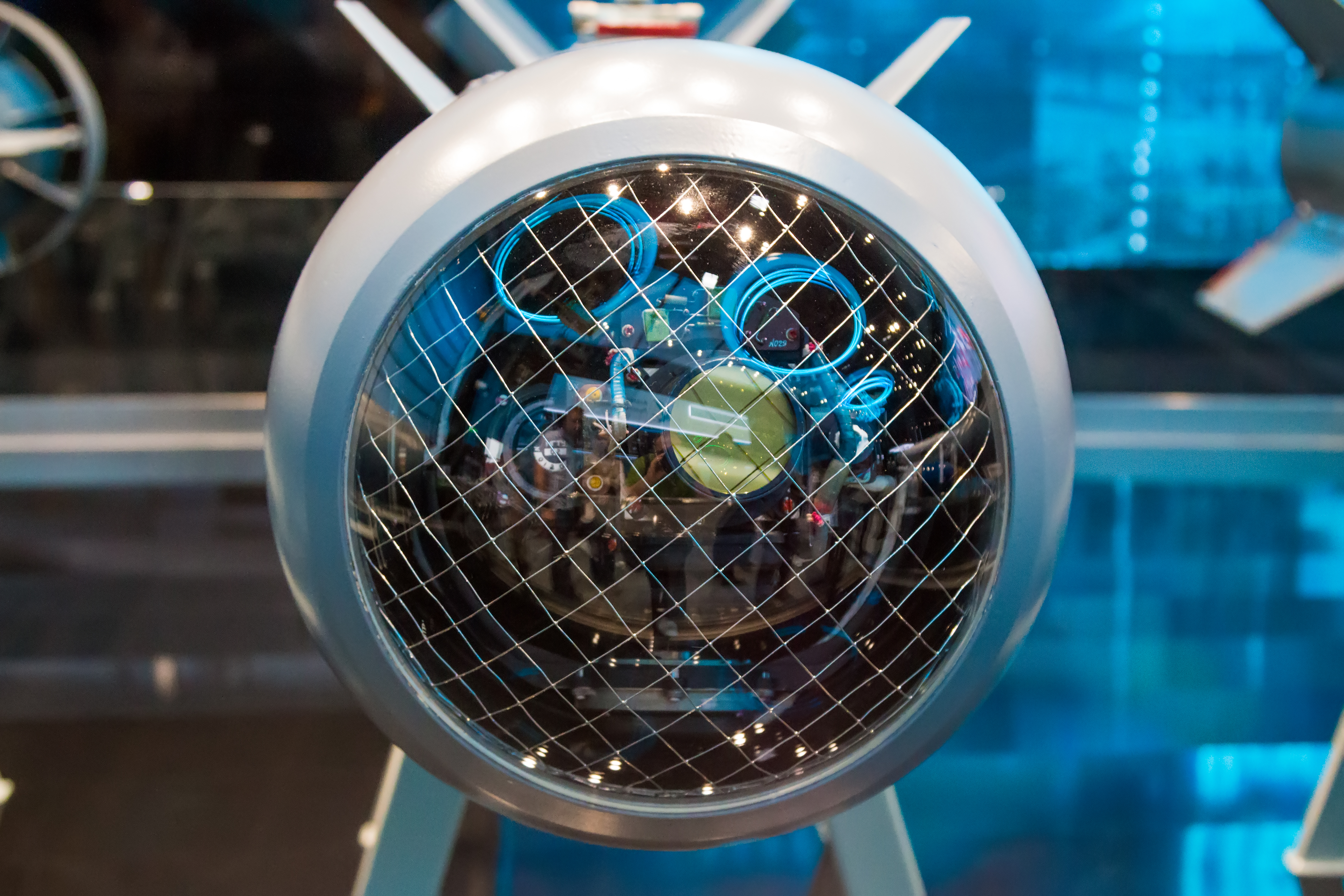
Телевізійно-кореляційна ГСН КАБ-500Кр.

Керована (коригована) авіаційна бомба (КАБ) належить до високоточної зброї. Властивість планерування, яка є в КАБ, дозволяє літакам-носіям застосовувати їх без входу до зони об'єктової ППО противника.
КАБ-500Л оснащена лазерною флюгерною головкою самонаведення і наводиться на ціль за відбитим лазерним випромінюванням системи лазерного цілевказування, призначена для ураження широкої номенклатури наземних і надводних стаціонарних цілей. Система наведення бомби на ціль — за відбитим лазерним випромінюванням системи лазерного цілевказування. Лазерна система наведення дозволяє вражати цілі, що рухаються, але вимагає наявності на літаку обладнання «захоплення цілі» і її відстеження з безперервним підсвічуванням лазером.
КАБ-500Кр призначена для ураження нерухомих наземних та надводних малорозмірних міцних цілей типу залізобетонних укриттів (ЖБП), злітно-посадкових смуг (ВПП), залізничних та шосейних мостів, військово-промислових об'єктів, кораблів та транспортних суден. КАБ-500Кр оснащена телевізійно-кореляційною головкою самонаведення (ГСН). Телевізійні головки самонаведення з кореляційним алгоритмом обробки інформації про ціль здатні «запам'ятати» місцезнаходження цілі та коригувати політ бомби до зустрічі з ціллю, чим забезпечується реалізація принципу «скинув — забув». Такі ГСН дозволяють вражати замасковані цілі за наявності орієнтирів на місцевості та координат цілі щодо цих орієнтирів. Недоліком телевізійної головки наведення є залежність від погодних умов та чутливість до контрасту зображення.
Сучасна авіабомба КАБ — 500С оснащена апаратурою супутникового наведення і фугасною бойовою частиною (маса ВВ — 195 кг) і призначена для ураження за принципом «скинув-забув» стаціонарних наземних і надводних цілей типу складів, військово-промислових об'єктів, кораблів на стоянках в будь-який час доби і при будь-якій погоді. КАБ-500С-Е забезпечує ураження цілей, координати яких заздалегідь відомі, або можуть бути задані з борту носія в процесі підготовки до скидання.

## Варіанти

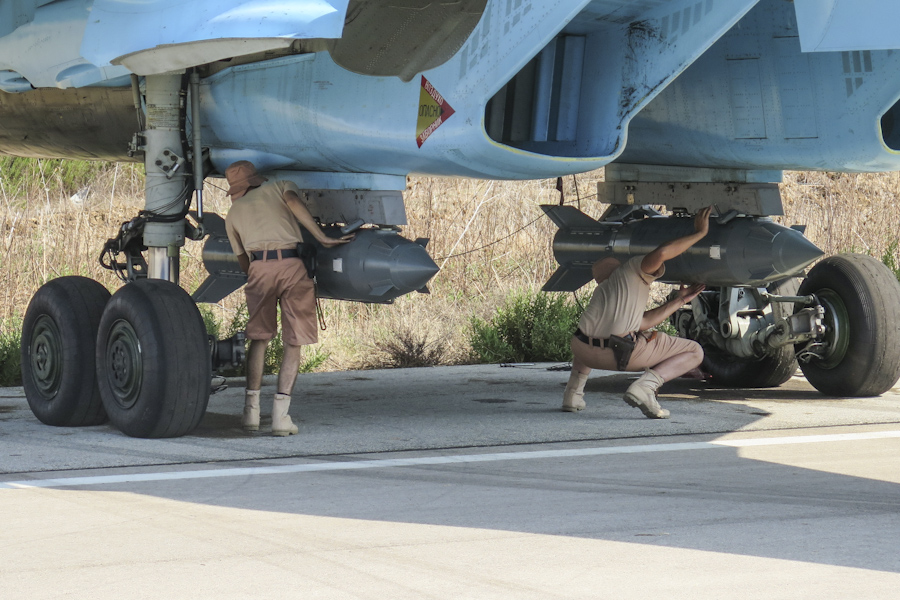
КАБ-500С, Су-34, Сирія, 2015

- КАБ-500Кр. Телевізійно-кореляційна ГСН. Фугасно-бетонобійна бойова частина.
- КАБ-500-ОД. Телевізійно-кореляційна ГСН. Об'ємно-детонуюча бойова частина.
- КАБ-500-Л. З лазерною флюгерною ГСН. Фугасна бойова частина.
- КАБ-500С. Наведення по ГЛОНАСС. Фугасна бойова частина. Незважаючи на початкові повідомлення про відмову від бомб у зв'язку з їх високою вартістю (Ціна КАБ-500С 3 млн руб.) та відсутність повідомлень у пресі про прийняття на озброєння, КАБ-500С фігурує у відеохроніці та офіційних заявах МО РФ із Сирії.[1][2]

## Тактико-технічні характеристики

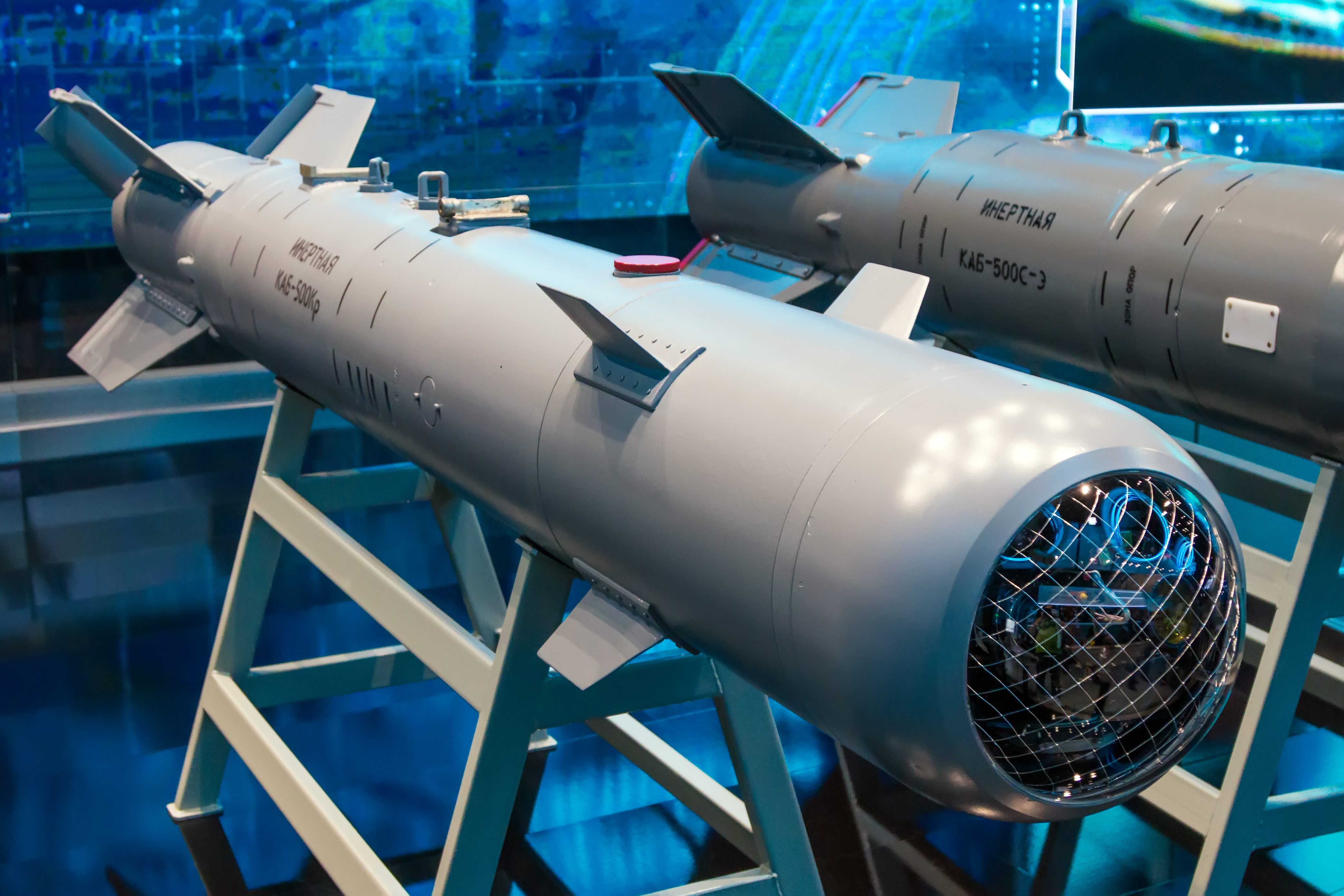
КАБ-500Кр на форумі Армія-2022

|                        | КАБ-500Кр           | КАБ-500-ОД        | КАБ-500С     | КАБ-500Л     |
| ---------------------- | ------------------- | ----------------- | ------------ | ------------ |
| Маса бомби, кг         | 520                 | 370               | 560          | 534          |
| Маса БЧ, кг            | 380                 | 250               | 380          | 360          |
| Маса ВР, кг            | 100                 | 140               | 195          | -            |
| Тип БЧ                 | Фугасно-бетонобійна | Об'ємно-детонуюча | Фугасна      | Фугасна      |
| Діаметр, мм            | 350                 | 350               | 400          | 400          |
| Розмах оперення, мм    | 750                 | 750               | 750          | 750          |
| Довжина                | 3050                | 3050              | 3000         | 3050         |
| КІВ, м                 | 4-7                 | 4-7               | 7-12         | 7-10         |
| Дальність скидання, км | не менше 2-9        | не менше 2-9      | не менше 2-9 | не менше 2-9 |

## Бойове застосування
Застосовувалася росіянами у Сирії у 2015 році.
Застосовується росіянами під час повномасштабного військового вторгнення в Україну з 2022 року.